# 푸만
두두 푸만(만주어: ᡩᡠᡩᡠ ᡶᡠᠮᠠᠨ Dudu Fuman, 한국 한자: 福滿 복만)은 청나라 누르하치의 증조부이자 시버오치피양구(Sibeoci Fiyanggū, 錫寶齊篇古)의 아들이다. 두두는 도독(都督)의 만주식 독음으로 벼슬을 의미하므로 본명은 푸만이다. 그는 청 태조 누르하치에 의해 흥조(興祖) 직황제(直皇帝)로 추숭되었다(재위: 1522년 ~ 1542년). 따라서 청나라의 황성을 따라 아이신기오로 푸만(愛新覺羅 福滿)으로도 불린다.
푸만에게는 여섯 아들인 장자 더시쿠(Desikū, 德世庫), 차자 러오단(Leodan, 劉闡), 3자 소오창가(Soocangga, 索長阿), 4자 기오창가(Giocangga, 覺昌安), 5자 보올룽가(Boolungga, 包朗阿), 6자 보오시(Boosi, 寶實)가 있었는데 이들을 6 버일러(6 Beile, 六貝勒) 또는 6조(六祖)라 한다.

## 가족
- 부: 시버오치피양구

- 아들

1. 더시쿠(Desikū,德世庫)
2. 러오단(Leodan,劉闡)
3. 소오창가(Soocangga,索長阿)
4. 기오창가(Giocangga, 覺昌安)
5. 보올룽가(Boolungga, 包朗阿)
6. 보오시(Boosi, 寶實)

| 전임 시버오치피양구(Sibeoci Fiyanggū, 錫寶齊篇古) | 제5대 건주좌위지휘사(建州左衛指揮使) 1522년 - 1542년 | 후임 기오창가(Giocangga, 覺昌安) |